# Zahler Emil
Zahler Emil, teljes nevén Zahler Áron Emil (Nádasd, 1875. december 27. – Budapest, 1956. november 30.) belgyógyász, gyermekorvos, hitközségi vezető.

## Életpályája
Zahler Ábrahám és Grosz Róza fiaként született zsidó családban. A Miskolci Református Főgimnáziumban érettségizett (1894), majd a Budapesti Tudományegyetem Orvostudományi Karának hallgatója lett (1894–1899). Pályáját a bécsi Karolinen-Spitalban kezdte, ahonnan hazatérve nyolc éven át az Apponyi Poliklinika gyermekosztályának asszisztenseként dolgozott, és tizenöt évig kerületi orvos volt. Az első világháború alatt a budapesti honvéd kerületi lábadozó osztagnál ezredorvosi kinevezést kapott. 1921-ben nyugdíjazták kerületi orvosi állásából, s ezt követően a Phönix Általános Biztosító főorvosa és az Újságírók Szanatórium Egyesületének orvosa volt.
Fiatalon bekapcsolódott a hazai zsidó közéletbe. Az 1900-as évek eleje óta betöltötte a budapesti VIII-IX. kerületi Izraelita Nőegylet elnöki tisztségét. 1920 februárjában a IX. kerületi templomkörzet elnöke lett. Nevéhez köthető a Páva utcai zsinagóga felépítése, s később a Páva utcai templomkörzet díszelnökévé választották. Évekig a Pesti Izraelita Hitközség választmányi tagja, s 1924-től jótékonysági elöljárója volt. A Pesti Izraelita Hitközség 1948. szeptember 30-án tartott közgyűlésén dísztagjául választotta. Zsidó kulturális és szociális kérdésekről rendszeresen tartott előadásokat s ilyen cikkei gyakran jelentek meg felekezeti lapokban.
A Kozma utcai izraelita temetőben nyugszik.

## Családja
Első felesége Sárkány Kornélia Ilona (1881–1948), Sárkány Dezső cipészmester, nagyiparos és Lőwy Mária lánya, akivel 1900. október 28-án Budapesten, a Ferencvárosban kötött házasságot. Második házastársa Haas Hermina.
Lányai Zahler Magda (1904–2001) színésznő, táncművésznő és Zahler Erzsébet.